# قندوز
مدينة قندوز ، و تُكتب أيضاً قُندُز أو كُندُز کون‌گوز، تقع في شمال أفغانستان وهي عاصمة ولاية قندوز، ويقدر عدد سكانها بحوالي المائة ألف نسمة حسب تقديرات العام 2006. وبما يزيد على 300 ألف نسمة حسب تقديرات حكومة كابول عام 2013.
تعدّ مدينة قندوز من أشهر المدن الأفغانية، اشتهرت بمدارسها القرآنية الكثيرة، وقد خرجت الكثير من الحافظين للقرآن الكريم، بل ويطلق بعض الناس تسمية (قندوز) على كل من يحفظ القرآن.
وقد تمكنت حركة طالبان الأفغانية في يوم 29 سبتمبر 2015م، من استعادة المدينة والإفراج عن 600 أسير كانوا في سجنها المركزي بعد سيطرتهم على المدينة بأكملها.

## المناخ
يظهر الجدول التالي التغييرات المناخية على مدار السنة لقندوز:
| البيانات المناخية لـقندوز         | البيانات المناخية لـقندوز | البيانات المناخية لـقندوز | البيانات المناخية لـقندوز | البيانات المناخية لـقندوز | البيانات المناخية لـقندوز | البيانات المناخية لـقندوز | البيانات المناخية لـقندوز | البيانات المناخية لـقندوز | البيانات المناخية لـقندوز | البيانات المناخية لـقندوز | البيانات المناخية لـقندوز | البيانات المناخية لـقندوز | البيانات المناخية لـقندوز |
| الشهر                             | يناير                     | فبراير                    | مارس                      | أبريل                     | مايو                      | يونيو                     | يوليو                     | أغسطس                     | سبتمبر                    | أكتوبر                    | نوفمبر                    | ديسمبر                    | المعدل السنوي             |
| --------------------------------- | ------------------------- | ------------------------- | ------------------------- | ------------------------- | ------------------------- | ------------------------- | ------------------------- | ------------------------- | ------------------------- | ------------------------- | ------------------------- | ------------------------- | ------------------------- |
| الدرجة القصوى °م (°ف)             | 21.2 (70.2)               | 25.0 (77.0)               | 32.8 (91.0)               | 38.9 (102.0)              | 42.2 (108.0)              | 46.2 (115.2)              | 45.3 (113.5)              | 44.2 (111.6)              | 39.2 (102.6)              | 39.4 (102.9)              | 28.4 (83.1)               | 21.6 (70.9)               | 46.2 (115.2)              |
| متوسط درجة الحرارة الكبرى °م (°ف) | 6.3 (43.3)                | 9.5 (49.1)                | 15.8 (60.4)               | 23.0 (73.4)               | 29.8 (85.6)               | 37.3 (99.1)               | 39.0 (102.2)              | 36.9 (98.4)               | 31.8 (89.2)               | 24.5 (76.1)               | 16.0 (60.8)               | 9.7 (49.5)                | 23.3 (73.9)               |
| المتوسط اليومي °م (°ف)            | 1.6 (34.9)                | 4.4 (39.9)                | 10.4 (50.7)               | 17.2 (63.0)               | 22.9 (73.2)               | 29.3 (84.7)               | 31.3 (88.3)               | 29.2 (84.6)               | 23.9 (75.0)               | 16.9 (62.4)               | 9.5 (49.1)                | 4.4 (39.9)                | 16.8 (62.1)               |
| متوسط درجة الحرارة الصغرى °م (°ف) | −2.4 (27.7)               | 0.0 (32.0)                | 5.7 (42.3)                | 11.6 (52.9)               | 15.7 (60.3)               | 20.9 (69.6)               | 23.3 (73.9)               | 21.5 (70.7)               | 16.3 (61.3)               | 10.6 (51.1)               | 4.1 (39.4)                | 0.0 (32.0)                | 10.6 (51.1)               |
| أدنى درجة حرارة °م (°ف)           | −22.7 (−8.9)              | −23.1 (−9.6)              | −11.8 (10.8)              | −2.1 (28.2)               | 4.2 (39.6)                | 12.5 (54.5)               | 15.7 (60.3)               | 12.6 (54.7)               | 3.5 (38.3)                | −2.0 (28.4)               | −9.8 (14.4)               | −20 (−4)                  | −23.1 (−9.6)              |
| الهطول مم (إنش)                   | 44.0 (1.73)               | 56.5 (2.22)               | 76.7 (3.02)               | 54.4 (2.14)               | 29.8 (1.17)               | 0.1 (0.00)                | 1.3 (0.05)                | 0.3 (0.01)                | 0.1 (0.00)                | 7.3 (0.29)                | 23.7 (0.93)               | 28.4 (1.12)               | 322.6 (12.68)             |
| متوسط الأيام الممطرة              | 5                         | 6                         | 11                        | 10                        | 9                         | 1                         | 1                         | 0                         | 0                         | 3                         | 5                         | 6                         | 57                        |
| متوسط الأيام المثلجة              | 5                         | 4                         | 2                         | 0                         | 0                         | 0                         | 0                         | 0                         | 0                         | 0                         | 1                         | 2                         | 14                        |
| متوسط الرطوبة النسبية (%)         | 80                        | 75                        | 75                        | 71                        | 54                        | 31                        | 28                        | 29                        | 32                        | 44                        | 63                        | 76                        | 55                        |
| ساعات سطوع الشمس الشهرية          | 114.4                     | 114.6                     | 158.9                     | 201.0                     | 276.5                     | 332.1                     | 340.2                     | 315.5                     | 289.7                     | 221.8                     | 169.3                     | 118.3                     | 2٬652٫3                   |
| المصدر: NOAA (1958-1983)          |                           |                           |                           |                           |                           |                           |                           |                           |                           |                           |                           |                           |                           |

## أعلام
- غلبدين حكمتيار